# چاه علی محمدی
چاه علی محمدی یک منطقهٔ مسکونی در ایران است که در دهستان باقران واقع شده‌است. چاه علی محمدی ۳۱ نفر جمعیت دارد.